# Gambellato
Il Gambellato è un torrente dell'Appennino tosco-emiliano, il secondo affluente di destra del fiume Setta per lunghezza, ma primo per estensione del bacino. È lungo 11 km e ha un bacino idrografico di 43 km².

## Percorso
Nasce in territorio toscano dal Monte Spicchio, fra il Monte Citerna ed il Passo della Futa, a quota 950 m s.l.m., poco distante dal grande Cimitero Militare Tedesco che sorge presso il passo (vi sono seppelliti oltre 30.000 caduti della Wehrmacht nel corso della Seconda guerra mondiale, giacché in questa zona s'attestò per mesi la cosiddetta Linea Gotica).
Dopo la sorgente, il Gambellato entra quasi subito in territorio emiliano. Scende, con direzione nord- est, attraverso una valle che s'incassa fra i boschi e sotto i grandiosi viadotti in conglomerato cementizio ed acciaio dell'Autostrada del Sole, qui presso il valico appenninico, toccando la frazione di Baragazza,  nei pressi del confine regionale che marca col suo corso fino all'immissione nel Setta. Uno di questi viadotti lo valica un paio di chilometri a valle della Galleria di Valico di Monte Citerna. Riceve piccoli affluenti, sia da destra (è da segnalare il rio Bagnolo), sia da sinistra.

## Regime idrico
Pur avendo un regime torrentizio, il Gambellato è caratterizzato da deflussi sempre buoni, anche in piena estate (la zona è relativamente piovosa, anche in piena estate), con portate medie annue che possono stimarsi nell'ordine di 2 m³/s e costituisce, insieme col torrente Sambro, il principale tributario di destra del Setta. 

## Antropizzazione
La valle, molto incassata, presenta alcuni grandiosi viadotti autostradali integrati al paesaggio, per lo più realizzati con ponti ad arco impostati su altissimi piloni nei primi anni sessanta del Novecento.